# محو شدن به سمت سیاهی (فیلم ۱۹۸۰)
محو شدن به سمت سیاهی (به انگلیسی: Fade to Black) فیلمی محصول سال ۱۹۸۰ و به کارگردانی ورنون زیمرمن است. در این فیلم بازیگرانی همچون دنیس کریستوفر، نورمن بارتون، مورگان پاول، گوئین گیلفورد، ایو برنت، جیمز لوئیسی، لیندا کریج، تیم تامرسون، میکی رورک، پیتر هورتون و ملیندا او. فی ایفای نقش کرده‌اند.